# Begonia espiritosantensis
Espèce
Begonia espiritosantensis est une espèce de plantes de la famille des Begoniaceae. L'espèce fait partie de la section Astrothrix.
Elle a été décrite en 2004 par Eliane de Lima Jacques et Maria Candida Henrique Mamede.
L'épithète spécifique « espiritosantensis» se réfère à l'état brésilien où le spécimen type a été trouvé, Espírito Santo,